# Stomorhina armatipes
Stomorhina armatipes är en tvåvingeart som först beskrevs av Malloch 1926.  Stomorhina armatipes ingår i släktet Stomorhina och familjen Rhiniidae. Inga underarter finns listade i Catalogue of Life.